# Mađare
Mađare (cyr. Мађаре) – wieś w Serbii, w okręgu pczyńskim, w gminie Preševo. W 2002 roku liczyła 174 mieszkańców.